# Michal Svrček
Michal Svrček (* 16. května 1965) je bývalý slovenský fotbalista.

## Fotbalová kariéra
V československé lize hrál za Spartak Trnava. Nastoupil ve 2 ligových utkáních. Ve druhé nejvyšší soutěži hrál za Baník Prievidza.

## Ligová bilance
| Ročník                                      | Zápasy | Góly | Klub            |
| ------------------------------------------- | ------ | ---- | --------------- |
| 1. československá fotbalová liga 1986/87    | 2      | 0    | Spartak Trnava  |
| 1. slovenská národní fotbalová liga 1988/89 | 15     | 0    | Baník Prievidza |
| CELKEM                                      | 2      | 0    |                 |